# Årholmen
Årholmen est une île norvégienne du comté de Hordaland appartenant administrativement à Bergen.

## Description
Rocheuse et couverte d'arbres, elle s'étend sur environ 107 m de longueur pour une largeur approximative de 83 m. Une digue la relie au continent. 